# Hala Al Turk
Hala Al Turk (ALA-LC: Hallaan Altark (en árabe: حلا الترك‎)‎; es una cantante, y actriz bareiní. En 2011, se hizo popular cuando fue seleccionada para Arabs Got Talent. Posteriormente, firmó con Platinum Records. Su tema «Nami Wa Jaa 'Al Qamar» (نامي وجاء القمر) existe como una canción aunque se compone de dos temas.
Nacida de un padre bareiní y madre libanesa, la actual esposa de su padre es la cantante marroquí Donia Batma.
La canción "Feliz, Feliz", que en 2013, Hala registró, ha sido vista más de cien millones de veces en YouTube hasta mediados de 2015.
En febrero de 2016, se anunció que Hala fue nominada por "Favourite Arab Act" de Nickelodeon Kids Choice Awards.
Una curiosidad de su tema «Nami Wa Jaa 'Ao Qamar» (نامي وجاء القمر) existe como una sola canción, aunque se componga de dos temas.

## Discografía[7]
| Tema                                     | ALA-LC: abdul mogees       | Duración | Año  | Productora                    |
| Te amo Mamá                              | بنيتي الحبوبة              | 4:01     | 2011 | Producciones Platinum Records |
| Baba Nezel Maasha feat Mohamed Turk      | بابا نزل معاشه             | 4:11     | 2012 | Producciones Platinum Records |
| Zahgana                                  | زهقانة                     | 4:41     | 2012 | Producciones Platinum Records |
| Jaa Al Qamar (جاء القمر) ft. Aseel Omran | جاء القمر song             | 3:05     | 2012 | Producciones Platinum Records |
| Ya Rab Samehny Ya Rab song               | يارب سامحني                | 3:57     | 2012 | Producciones Platinum Records |
| Mamlakat El Bahrain                      | مملكة البحرين              | 2:58     | 2013 | Producciones Platinum Records |
| Feliz Feliz                              | هابي هابي                  | 4:26     | 2013 | Producciones Platinum Records |
| Namy ft. Aseel Omran                     | نامي song                  | 2:48     | 2013 | Producciones Platinum Records |
| Tren Tren                                | ترن ترن                    | 2:32     | 2014 | Producciones Platinum Records |
| Vivir el Momento                         | canción                    | 3:35     | 2015 | Producciones Platinum Records |
| Ah Ya Qamar (اه ياقمر) ft. Dounia Batma  | آه يا قمر                  | 4:40     | 2015 | Producciones Platinum Records |
| Por qué tengo tanto miedo                |                            | 5:11     | 2016 | Producciones Platinum Records |
| Feliz Cumpleaños Hammad                  |                            | 4:31     | 2017 | Producciones Al Turk          |
| Tienes un sueño (videoclip exclusivo)    | عندك حلم (فيديو كليب حصري) | 5:34     | 2017 | Producciones Al Turk          |

## Controversias
Un snapchat de Hala Al Turk, se filtró al público, después de ser enviado a un compañero de clase. Eso provocó controversia, y aún no se ha recuperado del shock. Fueron fotos y videos, con imágenes que muestran sus hombros; y, abrazos, considerados controvertidos por la población bareiní. Así, además hay controversias en torno a su vida familiar, ya que su padre se divorció y se volvió a casar con Dounia Batma marroquí.